# Johan Diderick Gercken

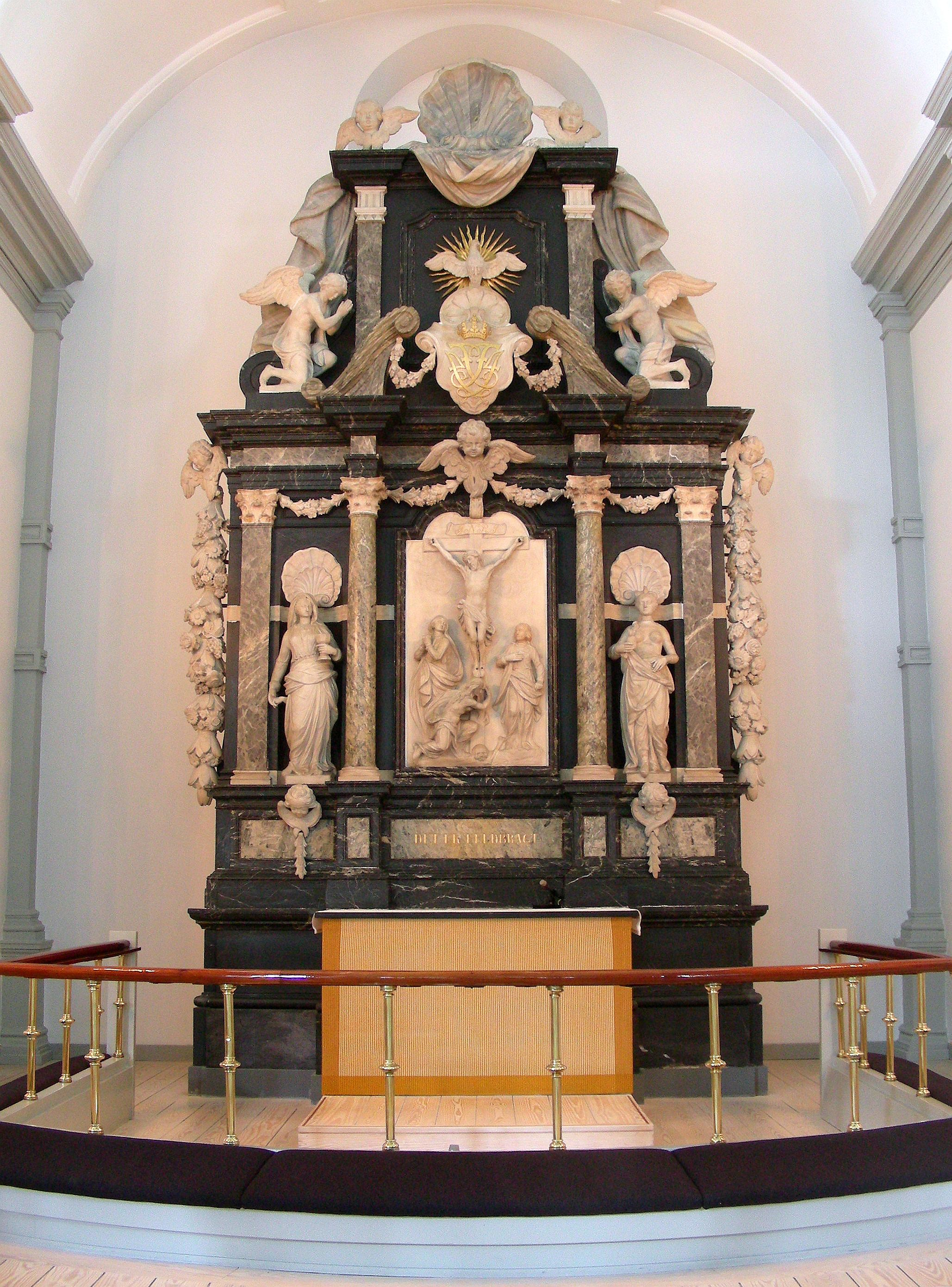
Altaret i Garnisons kirke i Köpenhamn av Gercken och Wiedewelt.

Johan Diderick Gercken, född omkring 1680 och död 1748, var en dansk bildhuggare.
Gercken utförde altarveket i Helligaandskirke i Köpenhamn (tillsammans med Just Wiedewelt), flera kungliga sarkofager i Roskilde domkyrka samt andra monument, präglade av måttfull barock.